# Kristy Kowal
Kristy Kowal (Estados Unidos, 9 de octubre de 1978) es una nadadora estadounidense retirada especializada en pruebas de estilo braza, donde consiguió ser subcampeona olímpica en 2000 en los 200 metros.

## Carrera deportiva
En los Juegos Olímpicos de Sídney 2000 ganó la medalla de plata en los 200 metros estilo braza, con un tiempo de 2:24.56 segundos que fue récord de América, tras la húngara Ágnes Kovács y por delante de su compatriota estadounidense Amanda Beard.